# Mistrzostwa Niemiec w Skokach Narciarskich 2016
Mistrzostwa Niemiec w Skokach Narciarskich 2016 – zawody mające na celu wyłonić mistrza Niemiec w skokach narciarskich na igelicie, które zostały rozegrane 3 października w Berchtesgaden (kobiety) oraz w dniach 21–22 października 2016 w Oberhofie (mężczyźni).
Na początku października rozgrywano konkursy indywidualne pań na kompleksie Kälbersteinschanzen: na obiekcie HS64 wśród juniorek triumfowała Gianina Ernst ze sporą przewagą nad Luisą Görlich i Pauliną Heßler. W kategorii seniorek złoty medal zdobyła Anna Rupprecht, która drugą w klasyfikacji Carinę Vogt wyprzedziła o 12 punktów, a skład podium uzupełniła Katharina Althaus.
W drugim terminie rozstrzygnęła się kwestia tytułów wśród mężczyzn. 21 października na dużej skoczni Kanzlersgrund odbył się konkurs drużynowy: tytuł obronił pierwszy zespół Bawarii w składzie: Karl Geiger, Marinus Kraus, Andreas Wellinger oraz Markus Eisenbichler. Kolejne miejsca na podium zajęły drużyny SG Nickelhütte Aue i Turyngii.
Drugiego dnia zmagań przyznano medale w konkurencjach indywidualnych; mistrzem kraju wśród seniorów został David Siegel pokonując o 2,2 punktu Andreasa Wellingera i o 11,4 punktu Richarda Freitaga. W zawodach wystartowało trzydziestu sześciu zawodników. W konkursie indywidualnym juniorów złoto zdobył Felix Hoffmann. Drugie miejsce przypadło Julianowi Hahnowi, który stracił do zwycięzcy 11 punktów. Trzecim zawodnikiem konkursu został Constantin Schmid, któremu do srebrnego medalu zabrakło 1,6 punktu. Do startu przystąpiło dziewiętnastu skoczków.

## Wyniki

### Mężczyźni
| Msc. | Zawodnik            | Klub               | I seria | II seria | Punkty |
| ---- | ------------------- | ------------------ | ------- | -------- | ------ |
| 1.   | David Siegel        | SV Baiersbronn     | 140,0 m | 126,0 m  | 277,8  |
| 2.   | Andreas Wellinger   | SC Ruhpolding      | 137,5 m | 127,0 m  | 275,6  |
| 3.   | Richard Freitag     | SG Nickelhütte Aue | 136,0 m | 124,5 m  | 266,4  |
| 4.   | Marinus Kraus       | WSV Oberaudorf     | 135,5 m | 121,0 m  | 258,2  |
| 5.   | Karl Geiger         | SC Oberstdorf      | 129,5 m | 126,0 m  | 255,9  |
| 6.   | Stephan Leyhe       | SC Willingen       | 128,5 m | 127,0 m  | 255,4  |
| 7.   | Felix Hoffmann      | SWV Goldlauter     | 128,5 m | 123,5 m  | 246,6  |
| 8.   | Markus Eisenbichler | TSV Siegsdorf      | 137,5 m | 125,5 m  | 246,4  |
| 9.   | Andreas Wank        | SC Hinterzarten    | 128,5 m | 122,0 m  | 245,4  |
| 10.  | Tim Heinrich        | WSV Schmiedefeld   | 128,5 m | 117,5 m  | 235,8  |
| ...  |                     |                    |         |          |        |

| Miejsce | Drużyna            | Zawodnik            | Skok 1  | Skok 2  | Punkty |
| ------- | ------------------ | ------------------- | ------- | ------- | ------ |
| 1.      | BSV I              | Karl Geiger         | 132,0 m | 130,0 m | 1046,1 |
| 1.      | BSV I              | Marinus Kraus       | 131,0 m | 130,5 m | 1046,1 |
| 1.      | BSV I              | Andreas Wellinger   | 134,5 m | 120,5 m | 1046,1 |
| 1.      | BSV I              | Markus Eisenbichler | 126,0 m | 132,5 m | 1046,1 |
| 2.      | SG Nickelhütte Aue | Julian Hahn         | 127,0 m | 120,5 m | 938,0  |
| 2.      | SG Nickelhütte Aue | Johannes Schubert   | 121,5 m | 119,5 m | 938,0  |
| 2.      | SG Nickelhütte Aue | Martin Hamann       | 114,0 m | 116,0 m | 938,0  |
| 2.      | SG Nickelhütte Aue | Richard Freitag     | 130,0 m | 129,0 m | 938,0  |
| 3.      | TSV I              | Sebastian Bradatsch | 119,0 m | 125,0 m | 931,9  |
| 3.      | TSV I              | Justin Lisso        | 118,5 m | 117,0 m | 931,9  |
| 3.      | TSV I              | Felix Hoffmann      | 129,5 m | 125,5 m | 931,9  |
| 3.      | TSV I              | Tim Heinrich        | 120,0 m | 121,0 m | 931,9  |
| 4.      | SBW I              | Tim Fuchs           | 121,5 m | 116,5 m | 921,8  |
| 4.      | SBW I              | Jonathan Siegel     | 121,0 m | 116,5 m | 921,8  |
| 4.      | SBW I              | David Siegel        | 131,0 m | 131,0 m | 921,8  |
| 4.      | SBW I              | Andreas Wank        | 112,0 m | 124,0 m | 921,8  |
| 5.      | BSV II             | Constantin Schmid   | 122,5 m | 116,0 m | 902,0  |
| 5.      | BSV II             | Moritz Echsler      | 118,5 m | 119,5 m | 902,0  |
| 5.      | BSV II             | Moritz Baer         | 119,0 m | 121,5 m | 902,0  |
| 5.      | BSV II             | Pius Paschke        | 118,0 m | 127,5 m | 902,0  |
| ...     |                    |                     |         |         |        |

#### Konkurs juniorów – 22 października 2016 – HS140
| Msc. | Zawodnik          | Klub               | I seria | II seria | Punkty |
| ---- | ----------------- | ------------------ | ------- | -------- | ------ |
| 1.   | Felix Hoffmann    | SWV Goldlauter     | 128,5 m | 123,5 m  | 246,6  |
| 2.   | Julian Hahn       | SG Nickelhütte Aue | 127,5 m | 117,0 m  | 233,6f |
| 3.   | Constantin Schmid | WSV Oberaudorf     | 128,5 m | 116,5 m  | 232,0  |
| 4.   | Johannes Schubert | SG Nickelhütte Aue | 126,0 m | 115,5 m  | 227,2  |
| 5.   | Justin Lisso      | WSV Schmiedefeld   | 122,0 m | 116,0 m  | 219,9  |
| 6.   | Moritz Baer       | SF Gmund Dürnbach  | 123,0 m | 112,5 m  | 213,4  |
| 7.   | Tim Fuchs         | SC Degenfeld       | 123,0 m | 107,0 m  | 205,5  |
| 8.   | Jonathan Siegel   | SV Baiersbronn     | 121,5 m | 107,5 m  | 201,7  |
| 9.   | Moritz Echsler    | SC Partenkirchen   | 117,5 m | 110,5 m  | 200,4  |
| 10.  | Martin Hamann     | SG Nickelhütte Aue | 113,5 m | 110,0 m  | 192,3  |
| 10.  | Adrian Sell       | SV Meßstetten      | 114,0 m | 109,5 m  | 192,3  |
| ...  |                   |                    |         |          |        |

### Kobiety
| Msc. | Zawodniczka       | Klub               | I seria | II seria | Punkty |
| ---- | ----------------- | ------------------ | ------- | -------- | ------ |
| 1.   | Anna Rupprecht    | SC Degenfeld       | 90,0 m  | 92,5 m   | 230,0  |
| 2.   | Carina Vogt       | SC Degenfeld       | 85,0 m  | 92,0 m   | 218,0  |
| 3.   | Katharina Althaus | SC Oberstdorf      | 86,5 m  | 89,0 m   | 215,5  |
| 4.   | Ramona Straub     | SC Langenordnach   | 90,0 m  | 82,5 m   | 208,5  |
| 5.   | Svenja Würth      | SV Baiersbronn     | 78,0 m  | 89,0 m   | 194,5  |
| 6.   | Juliane Seyfarth  | TSG Ruhla/WSC 07   | 82,0 m  | 83,5 m   | 192,0  |
| 7.   | Gianina Ernst     | SC Oberstdorf      | 77,5 m  | 83,0 m   | 182,5  |
| 8.   | Selina Freitag    | SG Nickelhütte Aue | 75,0 m  | 79,5 m   | 163,0  |
| 9.   | Nicole Hauer      | WSV DJK Rastbüchl  | 75,0 m  | 78,0 m   | 162,5  |
| 10.  | Henriette Kraus   | SG Nickelhütte Aue | 70,0 m  | 79,0 m   | 147,8  |
| ...  |                   |                    |         |          |        |

| Msc. | Zawodniczka     | Klub               | I seria | II seria | Punkty |
| ---- | --------------- | ------------------ | ------- | -------- | ------ |
| 1.   | Gianina Ernst   | SC Oberstdorf      | 59,0 m  | 64,0 m   | 242,0  |
| 2.   | Luisa Görlich   | WSV 08 Lauscha     | 57,5 m  | 61,0 m   | 226,7  |
| 3.   | Pauline Heßler  | WSV 08 Lauscha     | 58,5 m  | 63,0 m   | 222,9  |
| 4.   | Selina Freitag  | SG Nickelhütte Aue | 56,0 m  | 60,5 m   | 199,6  |
| 5.   | Arantxa Lancho  | SG Nickelhütte Aue | 55,0 m  | 59,0 m   | 191,6  |
| 6.   | Henriette Kraus | SG Nickelhütte Aue | 53,0 m  | 54,5 m   | 173,0  |
| 7.   | Agnes Reisch    | WSV Isny           | 52,5 m  | 53,0 m   | 172,2  |
| 8.   | Lilly Kübler    | SV Zschopau        | 53,0 m  | 54,0 m   | 170,3  |
| 9.   | Sandra Müller   | SC Sohland         | 52,5 m  | 52,0 m   | 166,3  |
| 10.  | Jenny Nowak     | WSV Grüna          | 51,0 m  | 52,5 m   | 163,4  |
| ...  |                 |                    |         |          |        |